# Сверхъестественное (12-й сезон)
Двенадцатый сезон американского мистического телесериала «Сверхъестественное», созданного Эриком Крипке, премьера которого состоялась на канале The CW 13 октября 2016 года, а заключительная серия вышла 18 мая 2017 года, состоит из 23 серий.
Сериал повествует о двух братьях — охотниках за нечистью, которые путешествуют по Соединённым Штатам Америки на чёрной Chevrolet Impala 1967 года, расследуя паранормальные явления, многие из которых основаны на городских легендах и фольклоре, а также сражаются с порождениями зла: демонами, призраками и другой нечистью.

## В ролях

### Главные актёры
- Джаред Падалеки — Сэм Винчестер;
- Дженсен Эклс — Дин Винчестер;
- Марк А. Шеппард — Кроули;
- Марк Пеллегрино — Люцифер и Ник;
- Миша Коллинз — Кастиэль.

### Приглашенные актёры
- Али Ан — Дагон;
- Джиллиан Барбер — доктор Хесс;
- Лиза Берри — Билли;
- Джим Бивер — Бобби Сингер*;
- Элизабет Блэкмор — леди Антония «Тони» Бевелл;
- Тео Девани — Гевин Маклауд;
- Вуди Джефaрис — Томми;
- Рут Коннелл — Ровена Маклауд;
- Александр Кэлверт — Джек Клайн;
- Кэтрин Ньютон — Клэр Новак;
- Кэтрин Рамдин — Алекс Джонс;
- Ким Родс — шериф Джоди Миллс и Джаэль;
- Кара Ройстер — Алисия Бейнс и Джаэль;
- Адам Роуз — Аарон Басс;
- Саманта Смит — Мэри Винчестер, Хьюго Мориарти и оборотень;
- Рик Спрингфилд — Винсент «Винс» Винсенте и Люцифер;
- Кендрик Сэмпсон — Макс Бейнс;
- Алисия Уитт — Лили Сандер;
- Рик Уорти — альфа-вампир;
- Адам Фергус — Мик Дэвис;
- Кортни Форд — Келли Клайн;
- Дэвид Хайдн-Джонс — Артур Кетч;
- Дэвид Чисум — президент США Джефферсон «Джефф» Руни и Люцифер;
- Шошанна Штерн — Эйлин Лэйхи.

* Персонаж из мира Апокалипсиса

## Список эпизодов
| № общий | № в сезоне | Название                                                           | Режиссёр           | Автор сценария                    | Дата премьеры   | Зрители в США (млн) |
| --- | ---------- | ------------------------------------------------------------------ | ------------------ | --------------------------------- | --------------- | ------------------- |
| 242 | 1          | «Спокойствие и стойкость» «Keep Calm and Carry On»                 | Фил Сгриккиа       | Эндрю Дабб                        | 13 октября 2016 | 2,15                |
| Бог и Амара больше не беспокоят Землю. Дин выжил и встретил свою мать, которую воскресила Амара. Кастиэль возвращается в бункер и объединяется с Дином и Мэри. А в это время, британская хранительница знаний пытает Сэма. |            |                                                                    |                    |                                   |                 |                     |
| 243 | 2          | «Мамма Mia» «Mamma Mia»                                            | Томас Дж. Райт     | Брэд Бакнер и Евгения Росс-Леминг | 20 октября 2016 | 1,61                |
| Кастиэль обнаруживает убежище Тони Бевелл и сообщает Дину и Мэри, после чего они пытаются спасти Сэма. Люцифер находит новый сосуд в лице пожилого рок-музыканта Винса Винсенте. Кроули с помощью Ровены пытается вернуть Люцифера назад в Клетку. |            |                                                                    |                    |                                   |                 |                     |
| 244 | 3          | «Плавильня» «The Foundry»                                          | Роберт Сингер      | Роберт Беренс                     | 27 октября 2016 | 1,68                |
| Мэри находит дело о призраках и отправляется с сыновьями расследовать его. Кастиэль, вместе с Кроули начинает преследовать Люцифера, вселившегося в Винса Винсенте. Люцифер же, при помощи пленённой Ровены, пытается замедлить разрушение своего нового сосуда. |            |                                                                    |                    |                                   |                 |                     |
| 245 | 4          | «Американский кошмар» «American Nightmare»                         | Джон Шоуолтер      | Дейви Перес                       | 3 ноября 2016   | 1,81                |
| Сэм и Дин расследуют случай, который приводит их к благочестивой религиозной семье, которая живёт за пределами цивилизации. Братья понимают, что родители скрывают огромную тайну, которая может уничтожить их всех. В это время Дин изо всех сил пытается осмыслить решение, принятое Мэри.                                                                               |            |                                                                    |                    |                                   |                 |                     |
| 246 | 5          | «Та единственная» «'The One You've Been Waiting For'»              | Нина Лопес-Коррадо | Мередит Глинн                     | 10 ноября 2016  | 1,70                |
| После того, как Сэм и Дин узнают, что душа Адольфа Гитлера была заключена в 1945 году в золотые карманные часы, братья решают быстро действовать, чтобы предотвратить воскрешение фюрера группой нацистских некромантов. |            |                                                                    |                    |                                   |                 |                     |
| 247 | 6          | «Прощание с Эйси Фоксом» «Celebrating the Life of Asa Fox»         | Джон Бэдэм         | Стив Йоки                         | 17 ноября 2016  | 1,80                |
| Когда охотники собрались вместе, чтобы помянуть своего трагически погибшего «брата по оружию», Сэм, Дин и Мэри должны принять меры, чтобы остановить демона, убивающего охотников одного за другим. |            |                                                                    |                    |                                   |                 |                     |
| 248 | 7          | «Рок не умрёт» «Rock Never Dies»                                   | Эдуардо Санчес     | Роберт Беренс                     | 1 декабря 2016  | 1,80                |
| Люцифер оказывается в теле рок-звезды. Вскоре он понимает, что способен заставить фанатов делать то, что он хочет. Он планирует устроить шоу, на котором убьёт всех своих поклонников. Винчестеры и Кастиэль внедряются в музыкальную индустрию, чтобы помешать плану Люцифера.                                                                                            |            |                                                                    |                    |                                   |                 |                     |
| 249 | 8          | «ПрезиЛюц» «LOTUS»                                                 | Фил Сгриккиа       | Евгения Росс-Леминг и Брэд Бакнер | 8 декабря 2016  | 1,73                |
| Люцифер ищет новый сосуд и власть — поэтому он отправляется в Белый дом, где заключает сделку с президентом Соединённых Штатов. Тем временем братья Винчестеры и Кастиэль объединяются с Кроули и Ровеной, чтобы окончательно уничтожить Люцифера. |            |                                                                    |                    |                                   |                 |                     |
| 250 | 9          | «Первая кровь» «First Blood»                                       | Роберт Сингер      | Эндрю Дабб                        | 26 января 2017  | 1,72                |
| Сэм и Дин арестованы за покушение на президента и находятся в заключении в течение шести недель. Мэри вместе с Кастиэлем ищет способ вытащить их из заключения. |            |                                                                    |                    |                                   |                 |                     |
| 251 | 10         | «Мстительная Лили Сандер» «Lily Sunder Has Some Regrets»           | Томас Дж. Райт     | Стив Йоки                         | 2 февраля 2017  | 1,73                |
| Много лет Лили Сандер обучалась чёрной магии только для того, чтобы отомстить группе ангелов, которые виновны в гибели её семьи. У Винчестеров остаётся очень мало времени, чтобы остановить Лили, так как следующий в её списке — Кастиэль. |            |                                                                    |                    |                                   |                 |                     |
| 252 | 11         | «Что касается Дина» «Regarding Dean»                               | Джон Бэдэм         | Мередит Глинн                     | 9 февраля 2017  | 1,73                |
| Дин попадает под влияние заклятья, и Сэму приходится обратиться к их старой знакомой. Тем временем Дину всё хуже и хуже. |            |                                                                    |                    |                                   |                 |                     |
| 253 | 12         | «Где-то посередине (с тобой)» «Stuck in the Middle (With You)»     | Ричард Спейт-мл.   | Дейви Перес                       | 16 февраля 2017 | 1,81                |
| Мэри просит Дина, Сэма и Кастиэля помочь их другу. Но у неё есть задание, о котором она не хочет никому говорить. Возникает проблема, и Кастиэль оказывается смертельно ранен. К счастью, появляется их давний знакомый. |            |                                                                    |                    |                                   |                 |                     |
| 254 | 13         | «Семейная вражда» «Family Feud»                                    | П. Дж. Пеше        | Брэд Бакнер и Евгения Росс-Леминг | 23 февраля 2017 | 1,62                |
| От рук злобного призрака начинают умирать учителя. И чтобы остановить это, Винчестеры обращаются к Ровене. |            |                                                                    |                    |                                   |                 |                     |
| 255 | 14         | «Нападение» «The Raid»                                             | Джон Маккарти      | Роберт Беренс                     | 2 марта 2017    | 1,63                |
| Вампиры нападают на базу британских Хранителей знаний, Сэм с мамой спасают всех от альфы и убивают его из Кольта. |            |                                                                    |                    |                                   |                 |                     |
| 256 | 15         | «Где-то между небесами и адом» «Somewhere Between Heaven and Hell» | Нина Лопес-Коррадо | Дейви Перес                       | 9 марта 2017    | 1,49                |
| Братья Винчестер расследуют дело, связанное с нападением цербера на людей. В то же время Кроули манипулирует Люцифером, «заперев» того в его старом сосуде. |            |                                                                    |                    |                                   |                 |                     |
| 257 | 16         | «Девушкам наливают бесплатно» «Ladies Drink Free»                  | Амин Кадерали      | Мередит Глинн                     | 30 марта 2017   | 1,71                |
| Мик предлагает Сэму и Дину разобраться в деле, где замешаны оборотни, по пути они встречаются со своей старой знакомой — девушкой Клэр. |            |                                                                    |                    |                                   |                 |                     |
| 258 | 17         | «Британское вторжение» «The British Invasion»                      | Джон Шоуолтер      | Евгения Росс-Леминг и Брэд Бакнер | 6 апреля 2017   | 1,57                |
| Люцифер ищет способ выйти из-под контроля Кроули, Винчестеры выслеживают Келли Клайн, но демон Дагон вновь уводит её. |            |                                                                    |                    |                                   |                 |                     |
| 259 | 18         | «Наследие» «The Memory Remains»                                    | Фил Сгриккиа       | Джон Бринг                        | 13 апреля 2017  | 1,58                |
| В одном маленьком городке пропадает странным образом человек. Дин и Сэм берутся за это дело. Единственный свидетель утверждает, что к исчезновению причастно странное существо — человек с козлиной головой. Братья не знают, доверять ли этим рассказам, но после того, как пропадает и сам свидетель, Винчестеры начинают понимать, что городок скрывает страшную тайну. |            |                                                                    |                    |                                   |                 |                     |
| 260 | 19         | «Будущее» «The Future»                                             | Аманда Таппинг     | Роберт Беренс и Мередит Глинн     | 27 апреля 2017  | 1,38                |
| Сэм находит способ остановить ребёнка Люцифера, однако у Кастиэля имеются совсем другие планы на Келли. Дин приходит в ярость из-за пропажи Кольта. Тем временем, Келли принимает смелое решение касательно будущего ребёнка. |            |                                                                    |                    |                                   |                 |                     |
| 261 | 20         | «Прутики-верёвочки и Таша Бейнс» «Twigs & Twine & Tasha Banes»     | Ричард Спейт-мл.   | Стив Йоки                         | 4 мая 2017      | 1,51                |
| Винчестеры помогают старым знакомым выследить могучую ведьму. Мэри узнаёт, что случилось с Миком, и идёт против британцев. |            |                                                                    |                    |                                   |                 |                     |
| 262 | 21         | «Ещё немного о Мэри» «'There's Something About Mary'»              | П. Дж. Пеше        | Брэд Бакнер и Евгения Росс-Леминг | 11 мая 2017     | 1,42                |
| Сэм и Дин узнают, что британцы уже давно прослушивают их, и поэтому братья готовят ответные меры. В это же время, Мэри подвергается пыткам со стороны вернувшейся леди Тони Бевелл, а Кроули не подозревает, что его власть над Люцифером слабеет. |            |                                                                    |                    |                                   |                 |                     |
| 263 | 22         | «Кто мы есть» «Who We Are»                                         | Джон Шоуолтер      | Роберт Беренс                     | 18 мая 2017     | 1,75                |
| Дин и Сэм выбираются из бункера и собирают команду охотников, чтобы пойти против британских Хранителей. Тем временем при помощи леди Тони Бевелл Дин пытается спасти свою мать. |            |                                                                    |                    |                                   |                 |                     |
| 264 | 23         | «Бессменно на сторожевой башне» «All Along the Watchtower»         | Роберт Сингер      | Эндрю Дабб                        | 18 мая 2017     | 1,65                |
| Келли Клайн уже вот-вот родит ребёнка Люцифера, а сам Люцифер старается как можно скорее добраться до него. Кастиэль находит нечто, благодаря чему они смогут решить большинство проблем, но всё оказывается не так просто. |            |                                                                    |                    |                                   |                 |                     |